# Народноослободилачка војска Намибије
Народноослободилачка војска Намибије (ПЛАН; енгл. People's Liberation Army of Namibia, PLAN) је била оружано крило Југозападноафричке народне организације. ПЛАН се борио против апартхејда Јужноафричких одбрамбених снага и територијалних снага Југозападне Африке током Јужноафричког граничног рата. У својој историји, ПЛАН је користио герилску тактику, као и велику мрежу регрутовања у руралној Југозападној Африци да би стекао популарност. 

## Гранични рат
Током граничног рата већина активности ПЛАН-а укључивала је минско ратовање и акције саботаже. У почетку ПЛАН-у није имао борбене јединице, него су операције изводили политички изгнаници који су време проводили живећи у избегличким камповима у суседним земљама као што је била суседна Народна Република Ангола. Народни покрет за ослобођење Анголе помагао је ПЛАН-у да покреће герилске нападе унутар саме Југозападне Африке. До краја рата ПЛАН је имао 32.000 бораца са три батаљона опремљених тешким наоружањем.